# 中國大陸學生赴臺灣就讀
中國大陸學生赴臺灣就讀是指在中華人民共和國（不含港澳地區）及中華民國雙方政府的協調下，讓大陸學生前往台灣就學的措施，此外也包括承認中國大陸學歷等相關配套，自2011年起正式開放。

## 歷史
有关是否应该承认大陸学历，以及开放大陸学生到台湾就读一事，在台湾前后经历了15年的讨论以及8任教育部长。立法院中的朝野立委曾多次为了这项议题发生肢体冲突。
2014年，劉積亮取得大陸學生中第一個台灣博士學位，畢業院校為國立中山大學中國與亞太區域研究所。
2020年4月9日，中华人民共和国教育部发布消息称，“综合考虑当前新冠肺炎疫情防控及两岸关系形势，决定暂停2020年大陆各地各学历层级毕业生赴台升读工作；对已在岛内高校就读并愿继续在台升读的陆生，可依自愿原则在岛内继续升读。”

## 報考情狀
2011年開始，中華民國政府開放大陆地区學生（通稱「陸生」，不含港、澳）報考台灣大專院校。其中，私立大學開放大學部（學士班、本科）與研究所（碩、博士班）招生，國立大學僅開放研究所招生（離島的國立澎湖科技大學、國立金門大學除外）。
2014年，中華民國教育部開放國立大學學士班招收大陸學生，每校限額5人，此項開放措施促使該年度報名的大陸學生大幅成長。
第二屆研究所招生，報名狀況如表列：
| 排序 | 校名             | 2012年報名人數 | 2011年報名人數 |
| ---- | ---------------- | -------------- | -------------- |
| 1    | 國立臺灣大學     | 716            | 473            |
| 2    | 國立政治大學     | 378            | 253            |
| 3    | 國立清華大學     | 213            | 233            |
| 4    | 國立成功大學     | 201            | 147            |
| 5    | 國立交通大學     | 155            | 148            |
| 6    | 輔仁大學         | 130            | N/A            |
| 7    | 國立中央大學     | 93             | 約90           |
| 8    | 國立中山大學     | 78             | 約100          |
| 9    | 國立臺灣科技大學 | 77             | 約80           |
| 10   | 國立臺北科技大學 | 62             | 約70           |

歷年招收陸生如表列：
| 年度 | 招生名額 | 報名人數 | 報到人數 | 註冊人數 |
| ---- | -------- | -------- | -------- | -------- |
| 2011 | 2,141    | 1,905    | 975      | 928      |
| 2012 | 2,141    | 2,629    | 987      | 951      |
| 2013 | 3,805    | 2,838    | 1,958    | 1,822    |
| 2014 | 4,700    | 4,550    | 2,734    | 2,553    |
| 2015 | 4,700    | 5,094    | 3,238    | 3,019    |

## 政策
與中國大陸學生在台湾學校就讀的相關法律修正案包括《臺灣地區與大陸地區人民關係條例》、《大学法》、《专科学校法》，2010年8月19日由立法院三读通过，2011年起實施。

### 限制與鬆綁

#### 三限六不
台灣針對中國大陸學生來臺就讀，採「三限六不」原則。
三限：
- 限制採認高等學校學歷
- 限制來臺中國大陸學生總量
- 限制學歷採認領域

六不：
- 不涉及加分優待
- 不影響國內招生名額
- 不編列獎助學金
- 不允許在學打工
- 不得在臺就業
- 不得報考公職及專技考試[9]。

#### 一限二不
其中一限二不在立法院朝野協商後正式入法，分別是「限制醫事學歷採認」、「不允許打工」、「不能參加國家考試」。

#### 限校鬆綁
2011年臺灣僅承認中國大陸41所大學學歷（2011-2012年），但後來逐步放寬到111所（2013年）而至129所（2014年），為配合2013年起開放中國大陸專科應屆畢業生申請二年制學士班，於2013年5月2日開放承認中國大陸地區191所中國大陸專科學校學歷。

#### 限量鬆綁
學校招收中國大陸學生名額由招生總額的1%（約2850人），目前則放寬至2%（約5700人）。

#### 工作限制
原本中國大陸學生不能在臺灣打工，但教育部在2014年1月令釋，如果為課程、論文研究的一部分，或是畢業條件、所有學生一體適用，中國大陸學生就能擔任研究或教學助理，且可領鐘點費，至於校外打工仍然禁止。
教育部在2014年1月22日發布解釋令，中國大陸來臺就讀學位學生得擔任屬「課程學習」範疇之研究助理或教學助理，「課程學習」範疇包含：
1. 為課程、論文研究之一部分，或為畢業之條件。
2. 課程、論文研究之一部分或畢業條件，係學校依大學法、專科學校法授權自主規範，包括實習課程、田野調查課程、實驗研究或其他學習活動。
3. 該課程、論文研究或畢業條件應一體適用於本國學生、外國學生、僑生、港澳生或中國大陸地區學生。
4. 符合前三目條件而擔任研究助理或教學助理，未有課程學習活動以外之勞務提供或工作事實者。

#### 逐步解禁
2015年6月8日，教育部次長陳德華表示，對中國大陸學生「三限六不」的政策將逐步解禁，只堅持中國大陸學生畢業後不能留台工作與不採認中國大陸醫事學歷兩項。國民黨對此尚未作出表態，然而民進黨團與台聯黨團對此持反對意見，批評稱“三限六不”政策是國民黨2011年為了承認中國大陸學歷才在協商之下勉強提出，而此政策其實是為了保障台灣學生權益；然而現在為了吸引中國大陸學生來台，要用行政命令解禁，而未從提昇台灣學生競爭力考慮，實際是台灣教育政策的混亂。

## 健保議題
目前在臺就學的大陸學生可以參加商業性保險，但福利保障比全民健保少，相關政策的影響亦成為大陸學生赴台其中一個重要考慮的因素。中華民國政府從人道關懷及人權角度出發，決定將來臺就學的大陸學生納入健保體系，與外籍生及僑生取得一致待遇。

### 相關立法

#### 兩岸人民關係條例
依台湾全民健康保險法規定，外來人口參加全民健康保險，以其在臺灣領有居留證明文件為要件。為使來臺就學之中國大陸學生，比照在臺居留之外籍生得加入全民健保，中華民國行政院提出兩岸人民關係條例第22條修正草案，將中國大陸學生在臺「停留期間」改為「居留期間」，以符合健保法規定。
該法案於2012年10月17日函送立法院、12月28日經立法院院會通過交內政、教育及文化委員會審查。2014年9月24日立法院第8屆第6會期內政、教育及文化委員會第1次聯席會審查完竣並作成3項附帶決議，提報立法院院會待協商。2016年10月24日，總統蔡英文召開「執政決策協調會議」，討論中國大陸學生納保議題，蔡總統在會中拍板，來台就讀的中國大陸學生可以納入健保，但基於政府資源有限，以後僑外生、中國大陸學生都需全額自付健保費，政府不再補助，若各機關有政策考量或要幫助清寒學生，要自行編列經費。

#### 全民健保法
中華民國政府主張中國大陸學生比照僑外生納入健保，並應全額自付保費。兩岸人民關係條例第1條規定：「本條例未規定者，適用其他有關法令規定」。兩岸條例是兩岸人民往來之原則性規範，並無能量容納規範所有涉兩岸事務之事項。依中華民國行政院大陸委員會統計，除兩岸條例外，目前已另有53部法律，超過80餘條條文，規範涉及兩岸人民往來事務。由於全民健康保險法規定納保對象及保費計算，故在結構上就健保法進行檢討與調整，有助於各主管機關的實務運作及執行業務。
目前健保法修正案已於2016年12月7日、19日經立法院衛環委員會審查完竣，將民進黨團、親民黨團健保法修正草案併各委員所提附帶決議及修正動議，送出委員會進行政黨協商。2017年3月21日立法院衛環委員會進行健保法修正草案之政黨協商，惟朝野立委無法達成共識，主席裁示全案保留，交由院長召集協商。立法院於2017年4月28日、5月2日排入討論事項，惟未進入實質審議法案條文內容。
中華民國政府自2012年起推動大陸學生納入健保，是依據「大陸地區人民來臺就讀專科以上學校辦法」針對來臺長期就讀學位的中生為納保對象。至於依「大陸地區人民進入臺灣地區許可辦法」來臺交流、研修的中生，因來臺事由不同，且主要為短期停留（6個月以下），目前暫未規劃為納保範圍。未來對於中國大陸研修生在臺停留延期至6個月以上者，是否納入健保之可行性，中華民國政府將依據「階段性、檢討修正、完整配套」原則，審酌健保整體情形及廣納社會各界意見後，進行審慎評估。

### 其他国家
具有完善全民健保體制的國家，例如英國「國家健保（NHS）」、日本「國民健康保險」，均要求留學半年或1年以上之境外學生加保，與全民一起分擔醫療風險。另外以商業醫療保險為主的國家，例如美國，其政府亦要求境外學生須有醫療保險始得註冊。
中華民國政府基於資源的有限性與社會保險的公平性，未來修法後僑生、外籍生的保費亦應全額自付，但修法前已來臺就讀的僑外生權益將不受影響。

## 相关事件
- 中國大陸安徽籍學生陳宇鎮在真理大學交換結束返回中國大陸後，長期翻牆並在社群網站公開批評中國當局的防疫政策，以及提供翻牆技術給教會，最終於海南省三亞市被捕，中國政府指控其涉嫌煽動顛覆國家政權罪和提供侵入、非法控制計算機信息系統的程序、工具罪[22][23]。

- 中国大陆山东籍学生李家宝在嘉南药理大学交换期间[24]，于2019年3月11日在推特直播反对习近平后寻求政治庇护[25]。

## 反对意见
根据媒体报道，2017年8月初，福建有关部门向各高中下达指令，要求各班班主任“负责当面并逐一告知被台湾高校录取的学生一句话：‘当前两岸形势严峻、复杂且敏感，希望你前往台湾高校就读重新慎重考虑’”。根据该指令所述，作为上述通知的配套措施，福建省教育考试院将把征求志愿批的志愿填报截止时间延长至8月4日12点前。

### 引用
1. ↑  .   [2015-04-24]. （原始内容存档于2015-05-18）.
2. ↑  . 中华人民共和国教育部.   [2020-04-09]. （原始内容存档于2020-04-09）.
3. ↑  .   [2015-12-14]. （原始内容存档于2015-12-22）.
4. ↑  .   [2015-12-14]. （原始内容存档于2015-12-22）.
5. ↑  《旺報》，2012年5月23日，B2版。
6. ↑  .   [2015-12-14]. （原始内容存档于2015-11-13）.
7. ↑  張永泰. . 美國之音. 2010-08-19  [2014-01-15]. （原始内容存档于2017-01-10） （中文（臺灣））.
8. ↑  行政院「兩岸交流主題網」103年10月13日開放陸生來臺及承認大陸學歷[永久]
9. ↑   (PDF).   [2015-12-14]. （原始内容存档 (PDF)于2015-12-24）.
10. ↑  蔡佩芳、邱珮瑜. . 聯合晚報. 2010-08-17  [2015-01-12]. （原始内容存档于2010-09-24）.
11. ↑  .   [2015-04-29]. （原始内容存档于2015-04-29）.
12. ↑  .   [2015-12-14]. （原始内容存档于2020-11-22）.
13. ↑  .   [2015-12-14]. （原始内容存档于2021-09-18）.
14. ↑  游昇俯. . 台灣醒報. 2015-06-08  [2015-06-09]. （原始内容存档于2015-06-10）.
15. ↑  {陸生納入健保後需繳交之保費比商業保險多，健保有這麼好嗎？ （页面存档备份，存于）}
16. ↑  Sun, B. . Higher Education Policy. 2019.
17. ↑  {政府為什麼要推動陸生納入健保？ （页面存档备份，存于）}
18. ↑  {有關政府推動之陸生納入健保政策議題，目前立法院修法進度為何？ （页面存档备份，存于）}
19. ↑  {來臺就讀學位的陸生納入健保後，會不會再放寬來臺交換研修的陸生也可以納保？ （页面存档备份，存于）}
20. ↑  {有人認為像陸生這樣的年輕人，身體健康不需要納保，請問其他國家對於境外生有要求納保的嗎？ （页面存档备份，存于）}
21. ↑  {未來僑外生必須全額自付保費，是否會增加目前在臺就學的僑外生負擔？[永久]8}
22. ↑  . Radio Free Asia.   [2021-07-15]. （原始内容存档于2021-11-24） （中文（中国大陆））.
23. ↑  . 蘋果日報. 2021-05-19  [2021-08-10]. （原始内容存档于2021-08-10） （中文（臺灣））.
24. ↑  . Radio Free Asia.   [2022-01-15]. （原始内容存档于2022-01-16） （英语）.
25. ↑  . BBC News 中文.   [2022-01-15]. （原始内容存档于2021-01-10） （中文（简体））.
26. ↑  . ETNEWS新聞雲. 2017-08-04  [2017-08-04]. （原始内容存档于2017-08-04）.